# Chrissy Amphlett
Christine Joy Amphlett, conhecida artisticamente como Chrissy Amphlett (Geelong, Victoria, 25 de outubro de 1959 — Nova Iorque, 21 de abril de 2013), foi vocalista da banda rock australiana Divinyls.
Nasceu em Geelong e sempre sonhou em ser cantora, largando a família quando era adolescente e viajou para a Inglaterra, França e Espanha, onde foi presa de três meses para cantar nas ruas.
Vivia em Nova Iorque com o marido, o baterista Charley Drayton, que também era membro do Divinyls. Sofria de esclerose múltipla, e em 2010 foi-lhe detetado cancro da mama, o qual a veio a vitimar após uma longa batalha.